# Poli-Peulh
Pour les articles homonymes, voir Poli.
Ne doit pas être confondu avec Poli-Mossi.
Poli-Peulh est une localité située dans le département de Boulsa de la province du Namentenga dans la région Centre-Nord au Burkina Faso. 

## Éducation et santé
Le centre de soins le plus proche de Poli-Peulh est le centre de santé et de promotion sociale (CSPS) de Bonam tandis que le centre de médical avec antenne chirurgicale (CMA) de la province se trouve à Boulsa.